# استامبولیسکی
استامبولیسکی (به بلغاری: Стамболийски) شهری در استان پلوودیو کشور بلغارستان است که جمعیت آن در سال ۲۰۰۱ میلادی ۱۲٬۴۹۰ نفر بوده‌است.